# Giddings & Stevens Motor Vehicle Company
Giddings & Stevens Motor Vehicle Company war ein US-amerikanischer Hersteller von Automobilen.

## Unternehmensgeschichte
G. M. Giddings und R. C. Stevens, deren Namen dem Firmennamen zugrunde liegen, waren Ingenieure. Sie stellten in Rockford in Illinois Ottomotoren her. 1900 gründeten sie ein Unternehmen zur Fahrzeugproduktion. Der Markenname lautete Giddings & Stevens. Ein Fahrzeug wurde auf der Chicago Automobile Show präsentiert. Die Produktion lief bis 1901.

## Fahrzeuge
Es liegen nur Daten zu einem Fahrzeugmodell vor. Es ist nicht bekannt, ob es weitere Modelle gab. Das Fahrzeug hatte einen Zweizylindermotor. Der Aufbau war ein Runabout.